# ヴィンチェンゾ・カポネ
ジェームズ・ヴィンチェンゾ・カポネ（英語: James Vincenzo Capone, 1892年5月 - 1952年10月1日）は禁酒法時代の禁酒法取締り捜査官。カポネ家の長男で、アル・カポネの兄。イタリアのナポリ生まれ。別名リチャード・ジェームズ・ハート、トゥー・ガン・ハート。
1908年に16歳で家出を決行した。1年後にカンザス州ウィチタの消印がある手紙で元気だと書いてあった。彼が放浪していたころ戦争が始まり、歩兵隊に志願し、フランスへと渡る。優秀な兵士として中尉まで昇進した。フランスでは米海外派遣軍司令官のジョン・パーシング将軍から一級射手のメダルを授与された。この頃、カポネ家の人々は彼の居場所を一切把握していなかった。
1919年春、ネブラスカ州ホーマーに鉄道で渡来した。そのとき彼はリチャード・ジョゼフ・ハートと名乗っていた。この偽名は、ヴィンチェンゾが憧れる無声映画のカウボーイ・スター、ウィリアム・S・ハートにあやかったものである。後年に時折ホーマを離れることはあったが、生涯この村に定住した。ホーマーに来た当初はペンキ塗りや壁紙張りの職人として働くが軌道には乗らなかった。1919年3月19日、突然の豪雨がネブラスカ州の町エマートンを襲うと救援活動に身を投じ、ウィンチ家という家族を全員救助した。ウィンチ家の娘のキャスリーンとやがて恋に落ち、9月1日に結婚した。すぐに3人の子供（全員男子）を授かっている。しかしジェームズはあくまで"リチャード"として日々を過ごし、自身の出自を隠し続けた。
1920年夏にネブラスカ州知事のサム・マケルヴィにより禁酒法捜査官に任命された。ホーマーに来てわずか2年後の1921年春には、手強い取締官としてネブラスカ全土に知られるようになる。弟たちが酒の密造およびその売買等で法を破る側に手を染めた時期に、リチャードは法を守る側にいた。
1923年に酒の密売人と誤認し無実のエド・モーヴァスを射殺してしまい、故殺罪で告発された。町はリチャード支持派と反対派に二分した。禁酒主義者たちが7500ドルの保釈金を用意し、リチャードは刑務所行きを逃れている。禁酒派はリチャード支持に固執した。リチャードは有罪にはならず、再び禁酒法捜査官に身を置いた。数年後にもインディアン逃亡者の射殺で裁判にかけられたが、陪審員は無罪とした。
1924年にカポネ家の住むシカゴへと赴く。弟たちの記事が掲載されている新聞の見出しから、家族の現状を確かめようと思い立ったからであった。シカゴで記者たちに「禁酒法捜査官として酒の密売で弟たちを逮捕するつもりか？」と聞かれ、「弟たちがネブラスカ州に足を踏み入れたら、必ず逮捕する」と返答した。以後、リチャードは少なくとも年に1度は休暇を利用し、シカゴを訪れている。その際、妻のキャスリーンには行き先や理由は告げなかったという。
1927年にはカルヴィン・クーリッジ大統領の護衛を務める。当然ながら大統領や国民も護衛の一人がアル・カポネの兄だとは知るよしもなかった。
1931年ごろ、禁酒法は廃止へと向かっていた。折からの世界恐慌の影響によりホーマーでは仕事がなく、失業者となりかけている。ペンキ塗りや壁紙張りにも従事したが、やがて生活保護を受けた。この時代は"ギャングスターは金持ちになり若死にをし、警察官は長生きをして無一文で死ぬ"と言われた時代だった。
1933年にシカゴを訪れ、弟のラルフ・カポネから援助を受けた。ラルフは兄への援助を惜しまなかった。その結果リチャードは家族を養い、大恐慌を生き抜いた。しかし生活は苦しくなる一方で、1940年には電気代も払えないほど困窮し、電力会社から電気を止めると通告されている。リチャードは恥を忍んで、再びラルフに経済的な援助を求めた。この時ラルフと会う為にウィスコンシン州マーサーまで出向いている。現地に到着すると、ラルフや母親からの歓迎を受けた。ホーマーへと戻った際には、新調のパナマ・スーツを着て、ポケットには100ドル札が詰まっていた。子供たちに、この大金をどこで手に入れたかを問われると、リチャードは険しい顔をして、政府の仕事を引き受けたが、軍事機密だから話すわけにはいかないと返答したという。以後数ヶ月にも渡り、ラルフからの送金を受けている。翌年の夏に再びマーサーを訪れた際には、久しぶりに実弟アル・カポネと再会した。この時のアルは生色な様子だったが、梅毒の影響かだいぶ記憶が飛んでいたという。リチャードはそのことを刑務所で虐待を受けたからだと推測した。後に子供たちを連れてマーサーを訪れた際には、子供たちはアルと遊ぶなど触れ合う機会があり、アルのことを好きになったという。
カポネ家の末っ子でリチャード（ヴィンチェンゾ）の妹のマファルダはリチャードを嫌悪しており、ラルフがリチャードに金銭を渡せばそれだけ自分の取り分が少なくなるという理由から、ラルフがリチャードへ送金していることにも憤慨していた。
息子の一人であるリチャード・ジュニアは、第二次世界大戦中にフィリピンにて戦死した。
ラルフから送金を受けていたため、ラルフ・カポネの脱税を調査する大陪審への召喚状を受ける。そのときアル・カポネの兄が禁酒法取締官ということが新聞の見出しに記載された。大陪審に出頭したときのリチャードは糖尿病を患って肥満化し、杖をつき、頭部は禿げ、眼鏡をかけていたが視力はひどく損なわれており、かつての禁酒法捜査官の面影はなかった。
1952年10月1日にホーマーで心臓発作を起こし他界。60歳。晩年に世間の注目を浴びたのでその死は広く報じられた。